# Megachile rosarum
Megachile rosarum är en biart som beskrevs av Cockerell 1931. Megachile rosarum ingår i släktet tapetserarbin, och familjen buksamlarbin. Inga underarter finns listade i Catalogue of Life.